# Ochrodia
Ochrodia is een geslacht van vlinders van de familie tastermotten (Gelechiidae).

## Soorten
- O. pentamacula (Janse, 1958)
- O. subdiminutella (Stainton, 1867)